# Drømte mig en drøm i nat

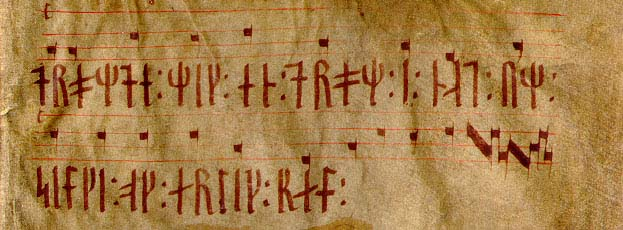
Drømde mik en drøm i nat um silki ok ærlik pæl

Drømte mig en drøm i nat (Träumte mir einen Traum des Nachts) ist der Titel der ältesten bekannten dänischen Volksweise mit Noten. Der Text ist in nordischen Runen in mittelalterlichem Dänisch geschrieben und heute in der Handschrift Codex Runicus bewahrt, wo es eine Schlussnote bildet. Der Codex Runicus ist die älteste bewahrte Abschrift des Schonischen Rechtes (Skånske lov). Die Melodie ist in einer frühen Form der Notenschrift mit zwei einzelnen Notenlinien notiert.

## Liedtext
Der mittelalterliche Text des Liedes lautet:
Drømde mik en drøm i nat

um silki ok ærlik pæl
Es gibt verschiedene Interpretationen des Textes, da die Bedeutung der Worte silki und ærlik pæl unklar ist. Traditionell sind die meisten Interpretationen Varianten der Lesarten:

„Ich träumte letzte Nacht einen Traum von Seide und feinem Fell.“

„Ich träumte letzte Nacht einen Traum von Seide und teurem Tuch.“

Diese Interpretationen fassen die Bedeutung des Worts silki als ‚Seide‘ auf. Es kann mit dem mittelalterlichen Lied Palle Boosons Visum verglichen werden, in dem ebenfalls von „Seide und feinem Fell“ die Rede ist: Han kläder sig i silke, så ock i ädel päll …
Diese Interpretation wurde in Frage gestellt, weil sie den Kontext des Dokuments ignoriere. Der Codex Runicus ist ein Gesetzbuch, das mit einem Text von Marginalien endet. Da das Lied anscheinend von der gleichen Hand stammt, die auch den Hauptteil des Manuskripts fertig schrieb, so würde es angemessener scheinen, wenn die Texte der Lieder eine Beziehung zum Inhalt des Dokuments aufwiesen. Es wäre eher ein Text über Recht und Ordnung zu erwarten anstatt über Luxus.
Alternative Interpretationen, die besser zu diesem Verständnis des Lied-Kontexts passen, sind:

„Ich träumte letzte Nacht einen Traum von Gerechtigkeit und Fairness“

„Ich träumte letzte Nacht einen Traum von Gleichheit und ehrlichem Maß“

Das Wort silki könnte als verwandt mit dem altnordischen Wort slik angesehen werden (lika „Gleichheit“, likadan „gleich wie“). Ebenso könnte ærlik pæl ‚ehrliches Maß‘ sein, da päla und die verwandten Formen pæl und pel alte Wörter für „messen“ sind, verwandt mit deutschen Pegel. Ærlik wird auch auf der ersten Seite des Codex Runicus verwendet und dort als „ehrlich“ (ærlig in modernem Dänisch) übersetzt.

## Melodie
Während Einigkeit über die Noten der Melodie (außer den Ligaturen) besteht, sind eine Vielzahl von rhythmischen Interpretationen möglich.
Tobias Norlind glaubte, die Melodie sei eine frühe Version des Staffansvisan, eines Liedes über den Hl. Stephan, das in mehreren Versionen bekannt ist und in den jährlichen Riten verwendet wird. Allerdings versuchte Norlind nicht, die rhythmische Struktur des Songs zu interpretieren.
Die Melodie war einige Jahre das Pausensignal bei Danmarks Radio.
In der folgenden Version wird die erste Hälfte der Melodie als Trochäus interpretiert:
Eine andere Interpretation, die auf rhythmischen Strukturen basiert, die häufiger in älterer traditioneller Musik anzutreffen ist, zeigt uns ein Standard-Tanzlied aus vier plus vier Takten: